# Bert Tracy
Bert Tracy foi um ator britânico. Ele também dirigiu um filme, Boots! Boots!, em 1934, que marcou a estreia do filme de George Formby como um adulto.